# Anne Grey
Anne Grey (Lincoln, 6 de março de 1907 – Lee-on-the-Solent, 3 de abril de 1987) foi uma atriz britânica, que atuou em 44 filmes entre 1928 e 1939, incluindo alguns filmes de Hollywood durante a década de 1930.

## Filmografia selecionada
- The Warning (1928)
- Taxi for Two (1929)
- The Runaway Princess (1929)
- The School for Scandal (1930)
- The Calendar (1931)
- Guilt (1931)
- Leap Year (1932)
- Number Seventeen (1932)
- Murder at Covent Garden (1932)
- Leave It to Smith (1933)
- The House of Trent (1933)
- Road House (1934)
- Colonel Blood (1934)
- Break of Hearts (1935)
- Bonnie Scotland (1935)